# Rönnträsket (Degerfors socken, Västerbotten, 715329-168020)
Rönnträsket är en sjö i Vindelns kommun i Västerbotten och ingår i Umeälvens huvudavrinningsområde. Sjön har en area på 0,334 kvadratkilometer och ligger 233,4 meter över havet. Sjön avvattnas av vattendraget Krokan.

## Delavrinningsområde
Rönnträsket ingår i det delavrinningsområde (715452-168044) som SMHI kallar för Inloppet i Joppträsket. Medelhöjden är 273 meter över havet och ytan är 12,39 kvadratkilometer. Det finns inga avrinningsområden uppströms utan avrinningsområdet är högsta punkten. Krokan som avvattnar avrinningsområdet har biflödesordning 4, vilket innebär att vattnet flödar genom totalt 4 vattendrag innan det når havet efter 162 kilometer. Avrinningsområdet består mestadels av skog (85 procent). Avrinningsområdet har 0,38 kvadratkilometer vattenytor vilket ger det en sjöprocent på 3,1 procent.